# Diplurodes vestita
Diplurodes vestita là một loài bướm đêm trong họ Geometridae.